# Bunias
Bunias là chi thực vật có hoa trong họ Cải.